# Šmelcovna
Šmelcovna (deutsch Schmelzhütte) ist eine Ansiedlung in Tschechien. Sie liegt zehn Kilometer südöstlich von Velká Bíteš und gehört zum Okres Brno-venkov. Šmelcovna gehört größtenteils zum Kataster der Gemeinde Javůrek, der linksseitig des Bílý potok gelegene Anteil ist Teil der Gemeinde Maršov.

## Geographie
Šmelcovna befindet sich in der Bobravská vrchovina im Tal des Baches Bílý potok (Weißbach) an der Einmündung des Salašský potok. Der Ort liegt im Naturpark Údolí Bílého potoka. Nördlich erhebt sich die Krajina (514 m), im Südosten die Košná hora (427 m) und nordwestlich die Zadní Hakna (491 m). Anderthalb Kilometer südlich verläuft die Autobahn D1/E 55/E 65 vorbei, die nächste Abfahrt 168 liegt bei Lesní Hluboké. 
Nachbarorte sind Maršov im Norden, Lažánky im Nordosten, Prachovna und Veverská Bítýška im Osten, Lažánský Mlýn und Hvozdec im Südosten, Javůrek, Domašov und Rudka im Süden, Zhořský Dvůr und Zálesná Zhoř im Südwesten, Maršovský Mlýn, Javůrecký Mlýn und Lesní Hluboké im Westen sowie Radoškov und Svatoslav im Nordwesten.

## Geschichte
Im Jahre 1722 wurde im Tale des Weißbaches durch die Burgherrschaft Eichhorn eine Eisenhütte angelegt, die den Namen Eichhornhütte (Veverská huť) erhielt. Sie verarbeitete das Erz, das in mehreren kleinen Gruben der Herrschaft gewonnen wurde.
1850 wurde die Eichhornhütte stillgelegt. Die Verarbeitung des gewonnenen Eisenerzes erfolgte fortan in den moderneren Hütten und Hammerwerken von Segen Gottes und Stiepanau, die bereits mit Koks befeuert wurden. Der frühere Hüttenmeister Ignaz Storek gründete um 1860 auf der Kröna in Brünn eine moderne Eisengießerei, in die er mehrere seiner früheren Mitarbeiter der Eichhornhütte übernahm und die zur drittgrößten Maschinenbaufabrik Mährens aufstieg.
Zu Beginn des 20. Jahrhunderts begann die touristische Erschließung des Ortes. Seit 1902 wird in Šmelcovna am ersten Sonntag nach Frühlingsanfang das Fest Vítání jara (Begrüßung des Frühlings) gefeiert, das im Wurf von Morenas in den Bílý potok seinen Höhepunkt hat. Zwischen 1912 und 1933 beteiligte sich Petr Bezruč regelmäßig mit seiner Truppe daran.
Šmelcovna ist ein Erholungsort, der größtenteils aus Ferienhäusern und -hütten besteht.

## Sehenswürdigkeiten
- Kapelle, erbaut 1905
- Naturpark “Údolí Bílého potoka”, bei Šmelcovna bestehen im Tal Vorkommen des smaragdfarbenen Leuchtmooses Schistostega osmundacea
- alte Stollen
- Reste der Hütten und Hämmer
- Gedenktal an die Besuche von Petr Bezruč, geschaffen 1968 am Weg nach Javůrek

## Persönlichkeiten
- Ignaz Storek (1822–1889), Brünner Maschinenbaufabrikant[1]